# Cimetière du Sud (Leipzig)
Pour les articles homonymes, voir Cimetière du Sud.
Le cimetière du Sud (Südfriedhof) est de par ses 82 ha le plus grand cimetière de Leipzig. Situé autour du monument de la Bataille des Nations dans le quartier de Leipzig-Probstheida, le cimetière du Sud lipsien est, après le cimetière d'Ohlsdorf de Hambourg et le cimetière de Stahnsdorf de Berlin, le cimetière-jardin le plus vaste d'Allemagne.

## Histoire
Le cimetière est antérieur au monument de la Bataille des Nations (Völkerschlachtdenkmal) qui le borde : alors que la construction du monument s'est déroulée de 1889 à 1913, le cimetière du Sud a été en projet à partir de 1879 et est inauguré le 1er juin 1886 par le bourgmestre Carl Bruno Tröndlin (1835 - 1908) sur une surface de 54 ha. Les responsables de son aménagement étaient le directeur des jardins de Leipzig Otto Wittenberg (1834-1918) et l'architecte Hugo Licht (1841-1923). Les sentiers du cimetière sont aménagés comme les motifs d'une feuille de tilleul, en clin d'œil à l'étymologie slave du nom de la ville : Leipzig ou « le lieu près des tilleuls » , en vue de réaliser une œuvre d'art totale d'Art nouveau.

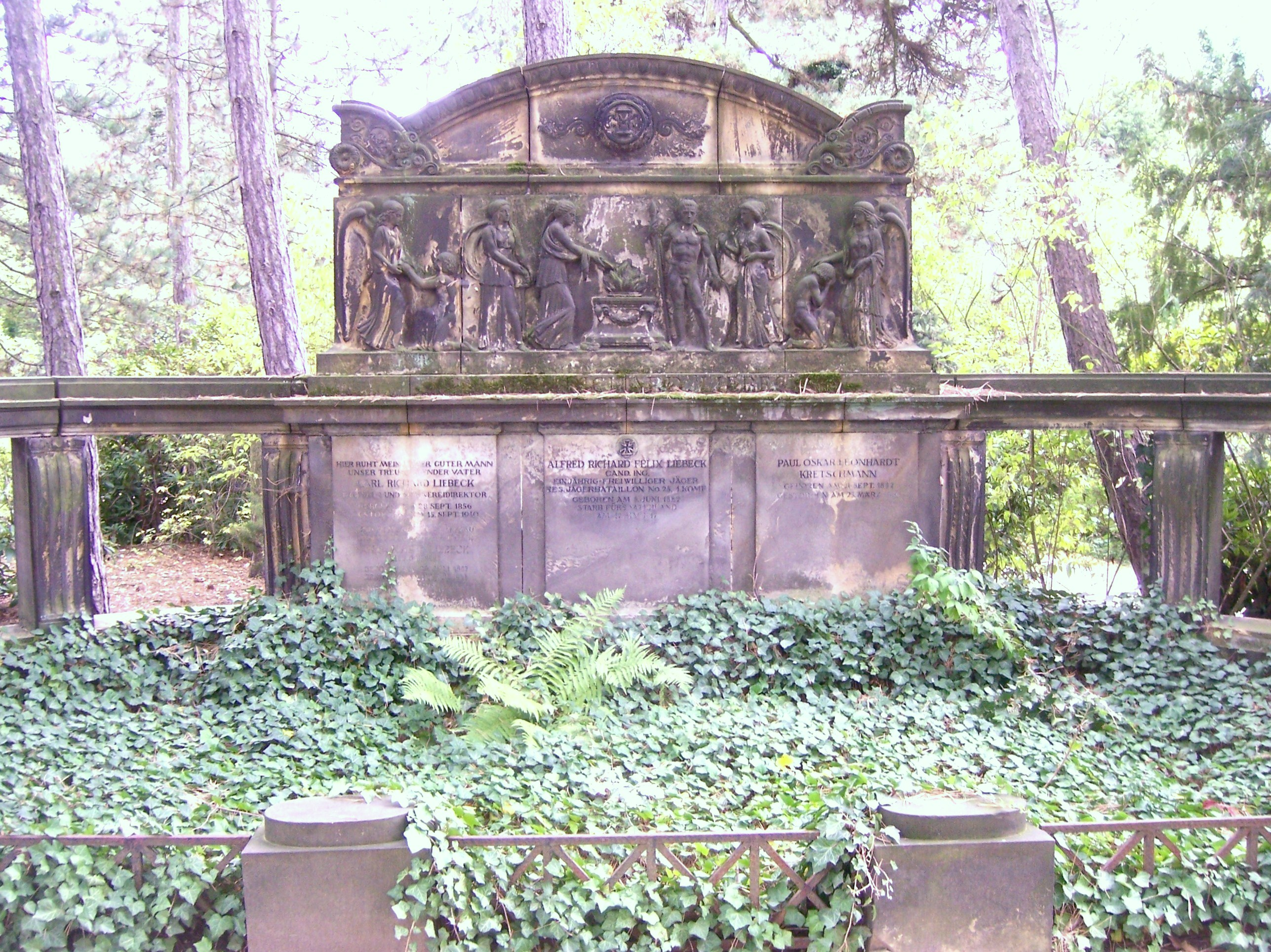
Sépulture de la famille de Richard Liebeck, sculptures de Bruno Wollstädter.

Avec le développement rapide de la ville pendant l'industrialisation, l'incorporation dans la commune de nouveaux lotissements et la population toujours croissante de la ville exige la construction d'un nouveau cimetière après l'ouverture du cimetière du Nord (Nordfriedhof) en 1881 dans le quartier d'Eutritzsch au nord.
Après que le premier enterrement eut lieu dans la 1re division (I. Abteilung) juste après l'inauguration dans le courant de l'année 1886, le cimetière du Sud resta pendant quelque temps impopulaire. Les citoyens de Leipzig lui préféraient le Nouveau cimetière Saint-Jean (Neuer Johannisfriedhof) voisin qui se situait sur l'actuel parc de la paix (Friedenspark). Après que les arbres eurent grandi et que le caractère sylvestre du cimetière fut reconnu, le cimetière du Sud devint plus populaire.
En son centre se dresse un ensemble de bâtiments néoromans dont la chapelle avec son clocher de 63 m de haut, le plus haut clocher dans un cimetière en Allemagne. Cet ensemble symétrique a été construit de 1907 à 1909 selon les plans de l'architecte Otto Wilhelm Scharenberg (1851 - 1920) selon le modèle de l'abbaye de Maria Laach dans la région d'Eifel. Il comprend un crématorium et un colombarium.
En 1924, le cimetière était agrandi pour une surface totale de 63 ha. C'est depuis la Seconde Guerre mondiale que le cimetière couvre ses 82 ha actuels. La totalité des 3 474 victimes du bombardement de Leipzig reposent dans la XXVIIIe division.

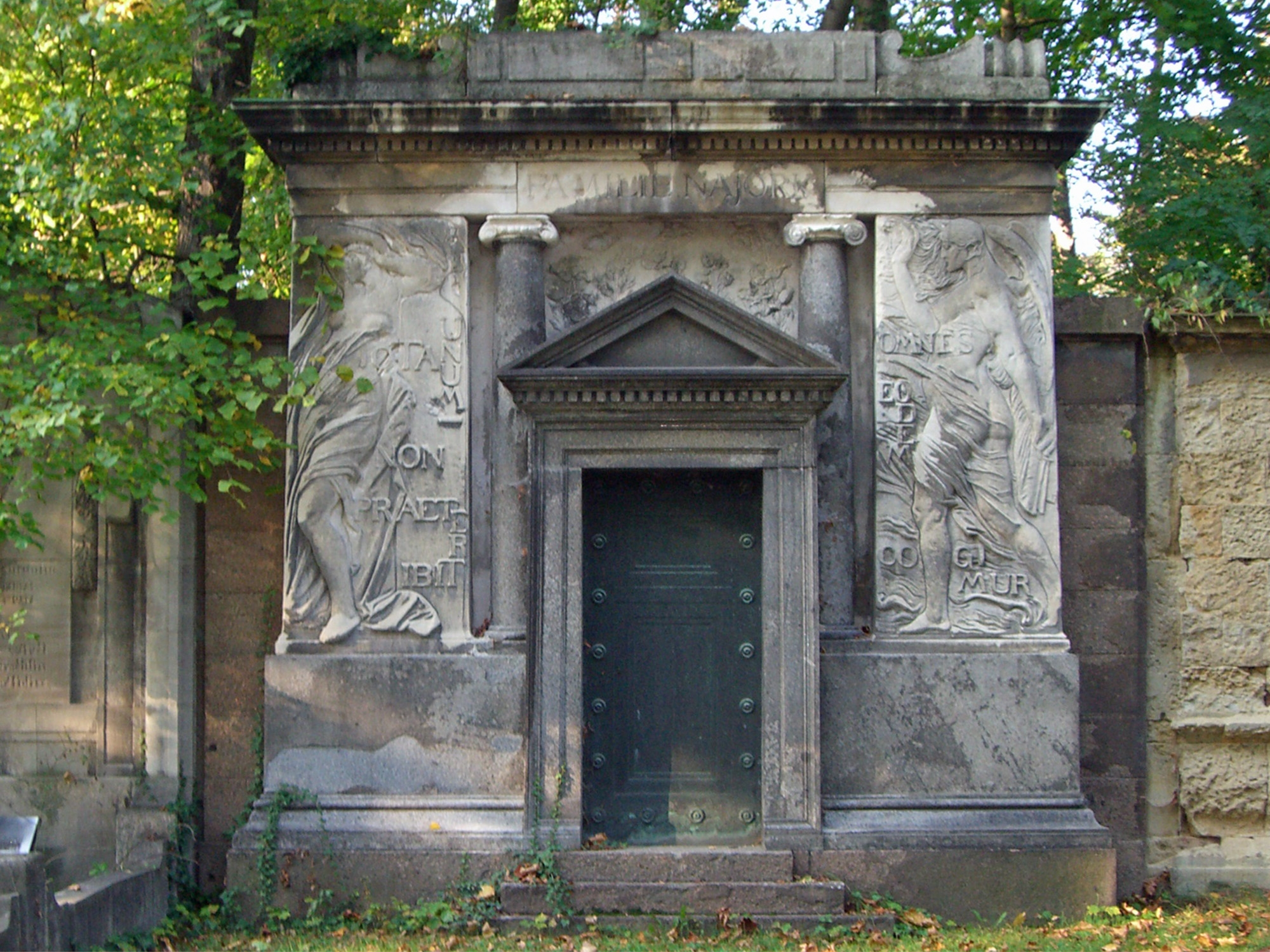
Mausolée de la famille Najork construit en 1895 par Christian Behrens.
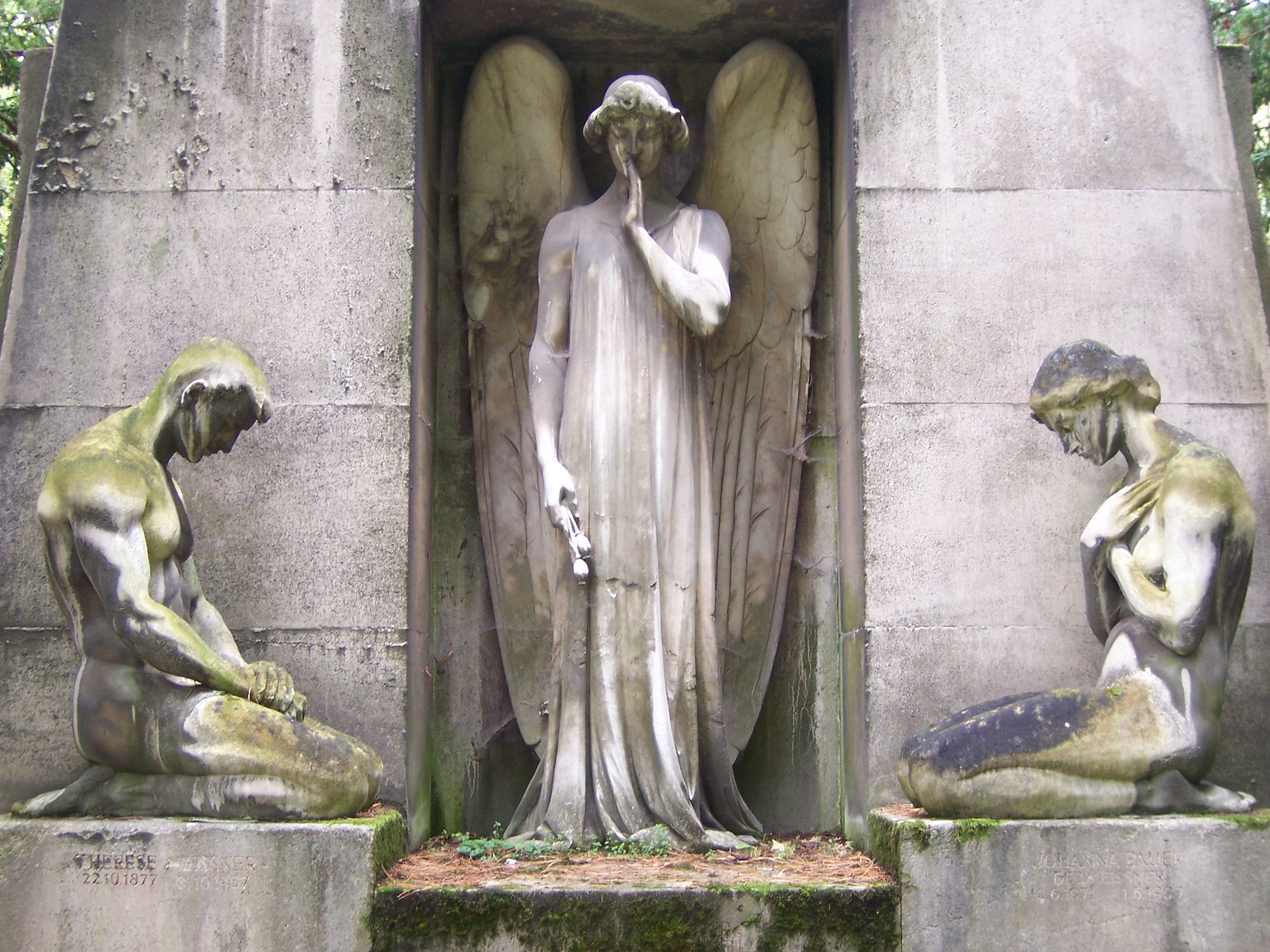
Sépulture de Julius Friedrich Meissner avec sculptures de Fritz Klimsch (1903).
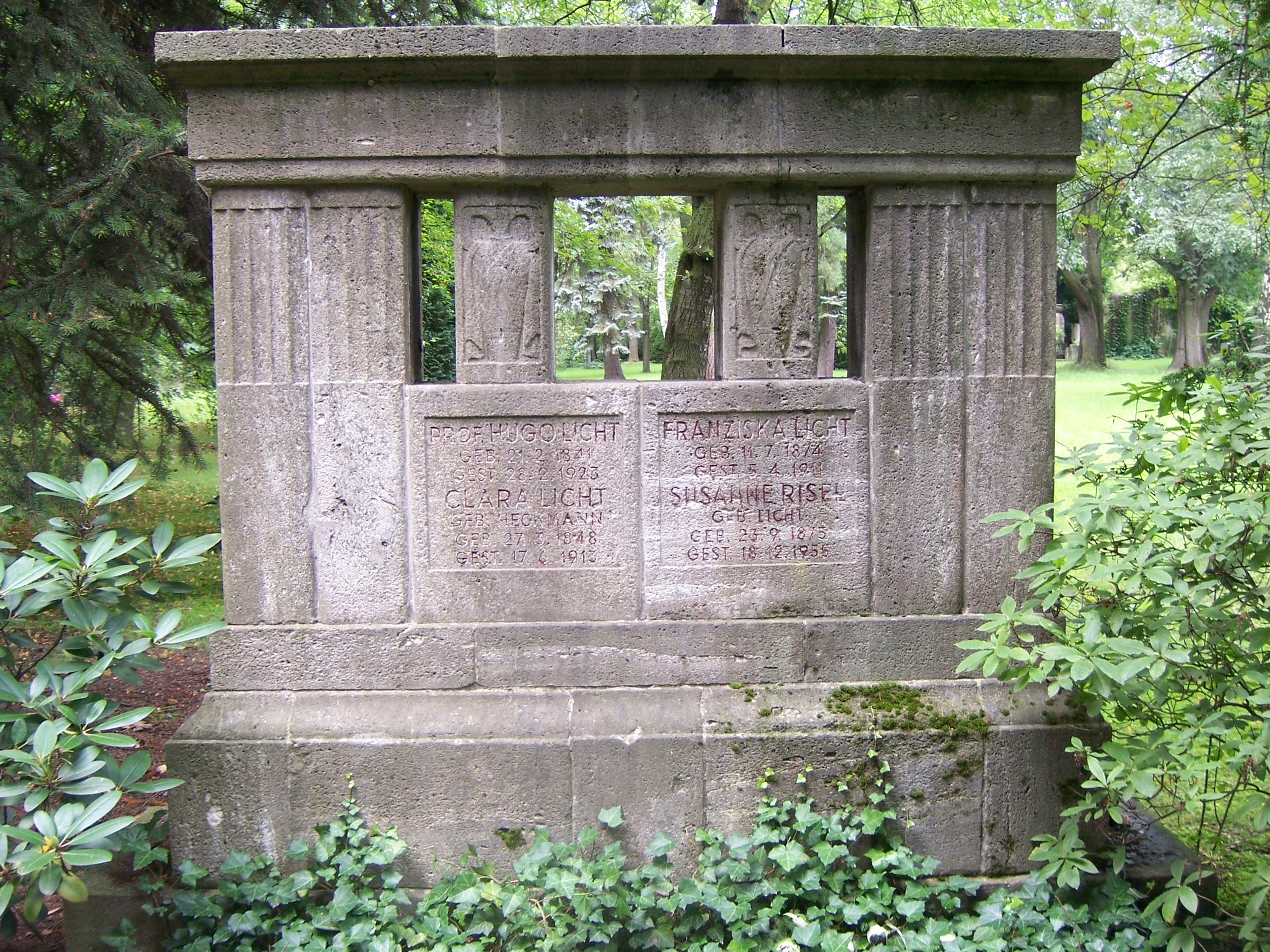
Sépulture de l'architecte Hugo Licht (1841-1923).
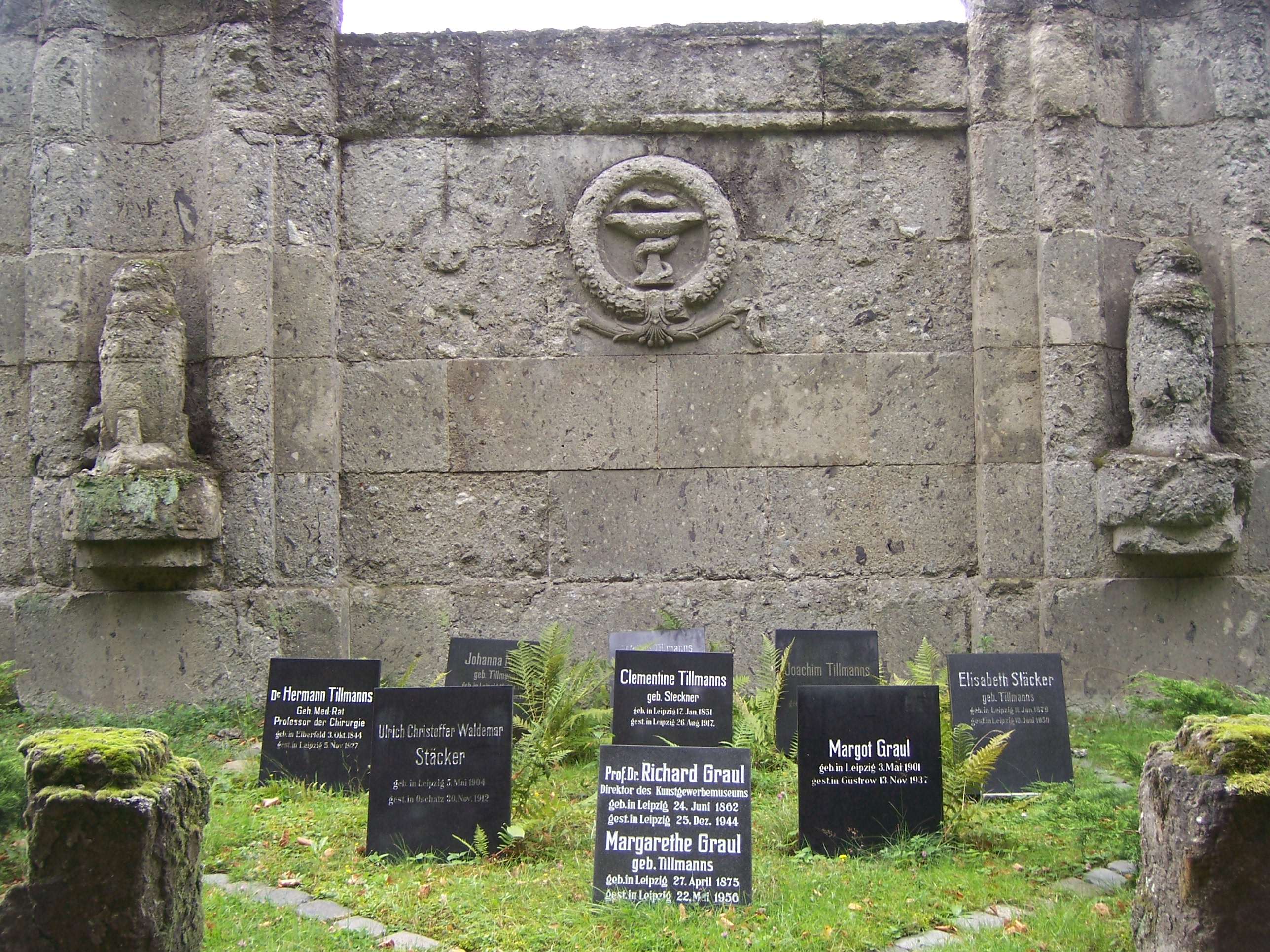
Sépulture du directeur de musée et historien d'art Richard Graul (1863-1944).
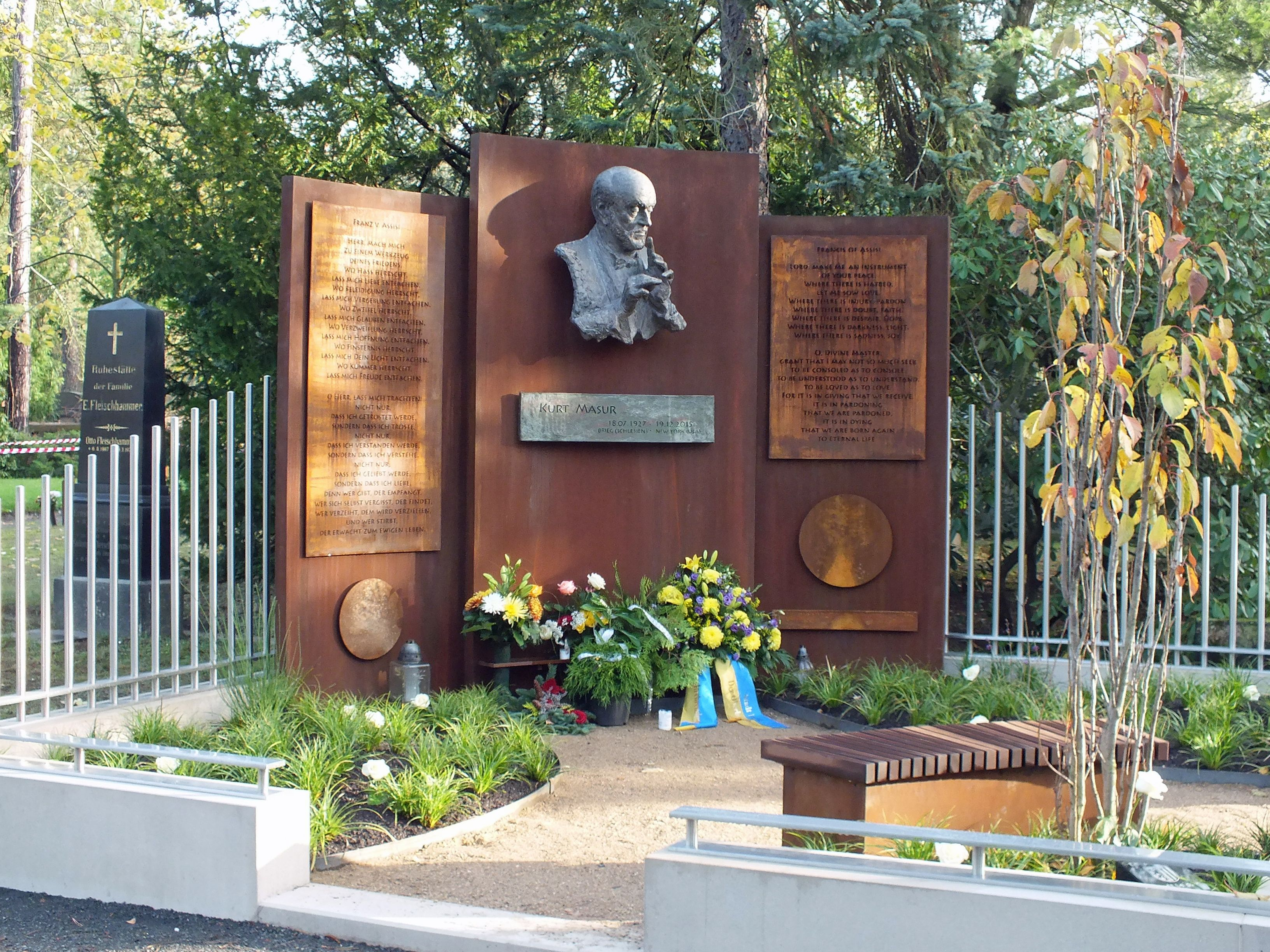
Sépulture du chef d'orchestre Kurt Masur (1927-2015).

## Flore et faune
Le plus grand cimetière de Leipzig est aussi l'un de ses plus grands parcs, où poussent de nombreuses essences. Dans le cimetière poussent quelque 10 000 rhododendrons qui peuvent avoir jusqu'à 4 m de haut. Outre les tilleuls, on peut trouver des arbres exotiques comme le liquidambar, le mahonia, le séquoïa de Chine, le chicot du Canada ou le ginkgo biloba. Il y a 60 espèces d'oiseaux répertoriées dans le parc. De nombreux écureuils roux s'y promènent tôt le matin et dans la soirée des lièvres ou des renards sont visibles.

## Galerie

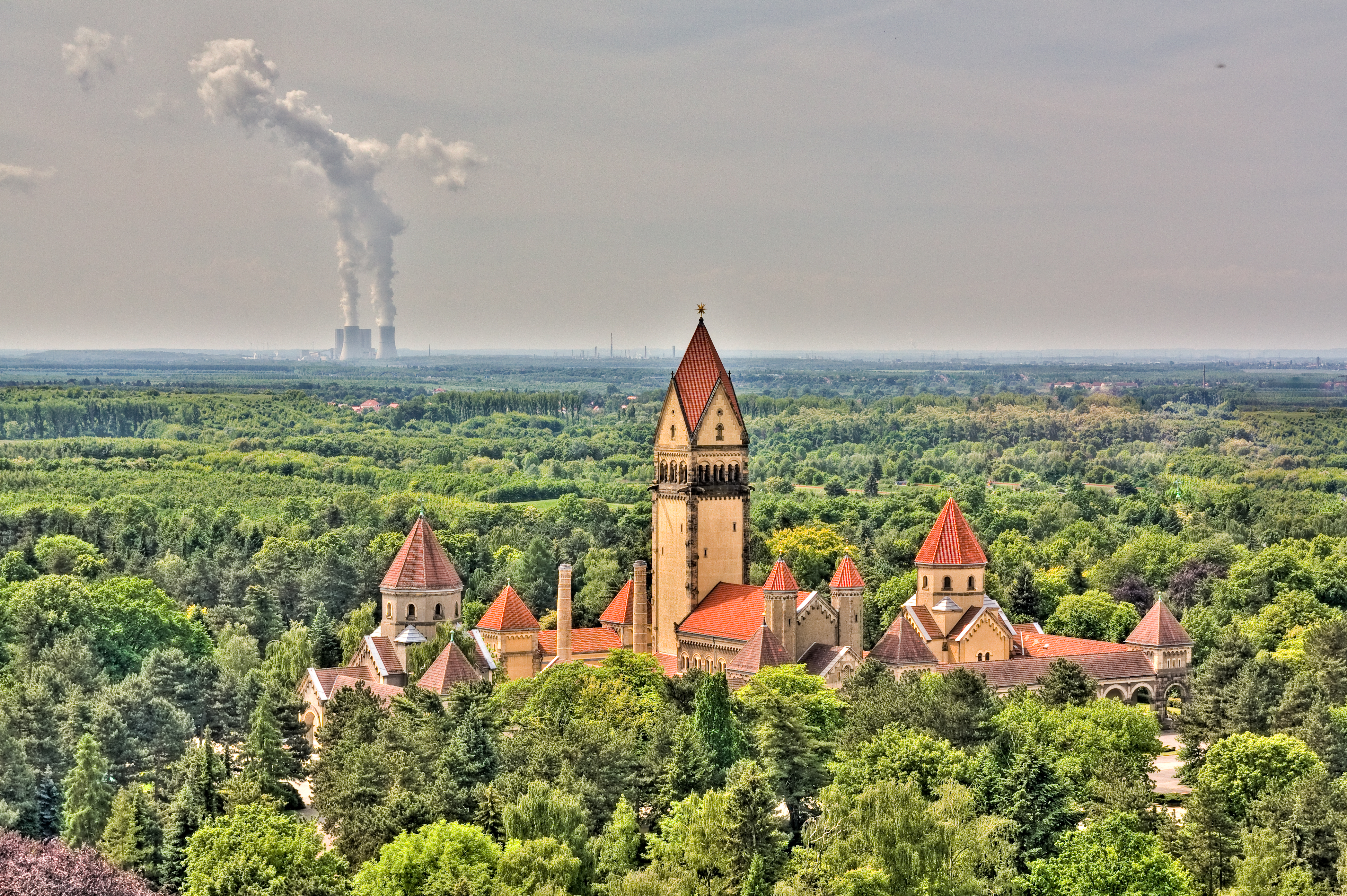
Vue aérienne du jardin-cimetière, avec au centre la chapelle
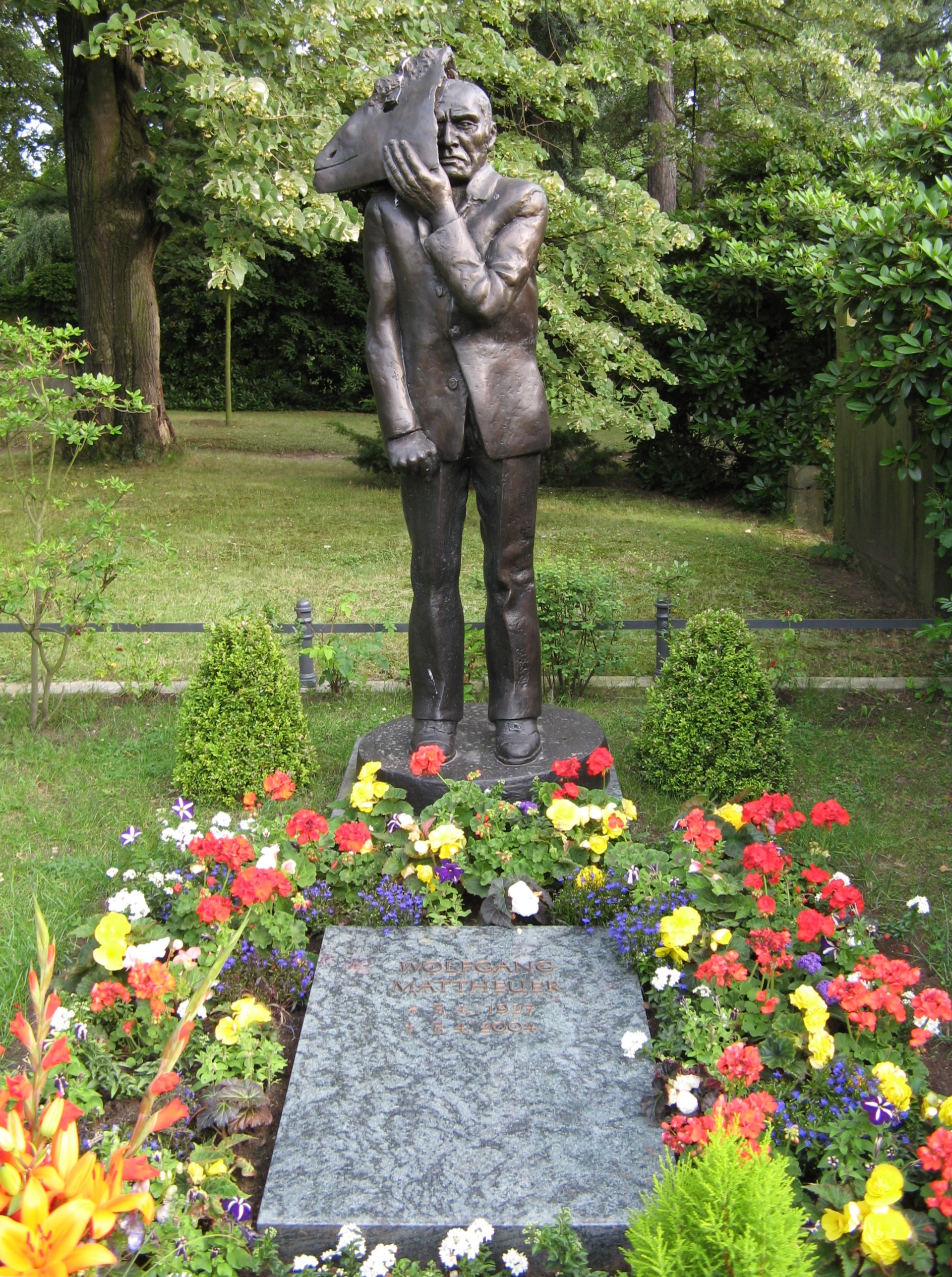
Tombe de Wolfgang Mattheuer (1927 - 2004), peintre
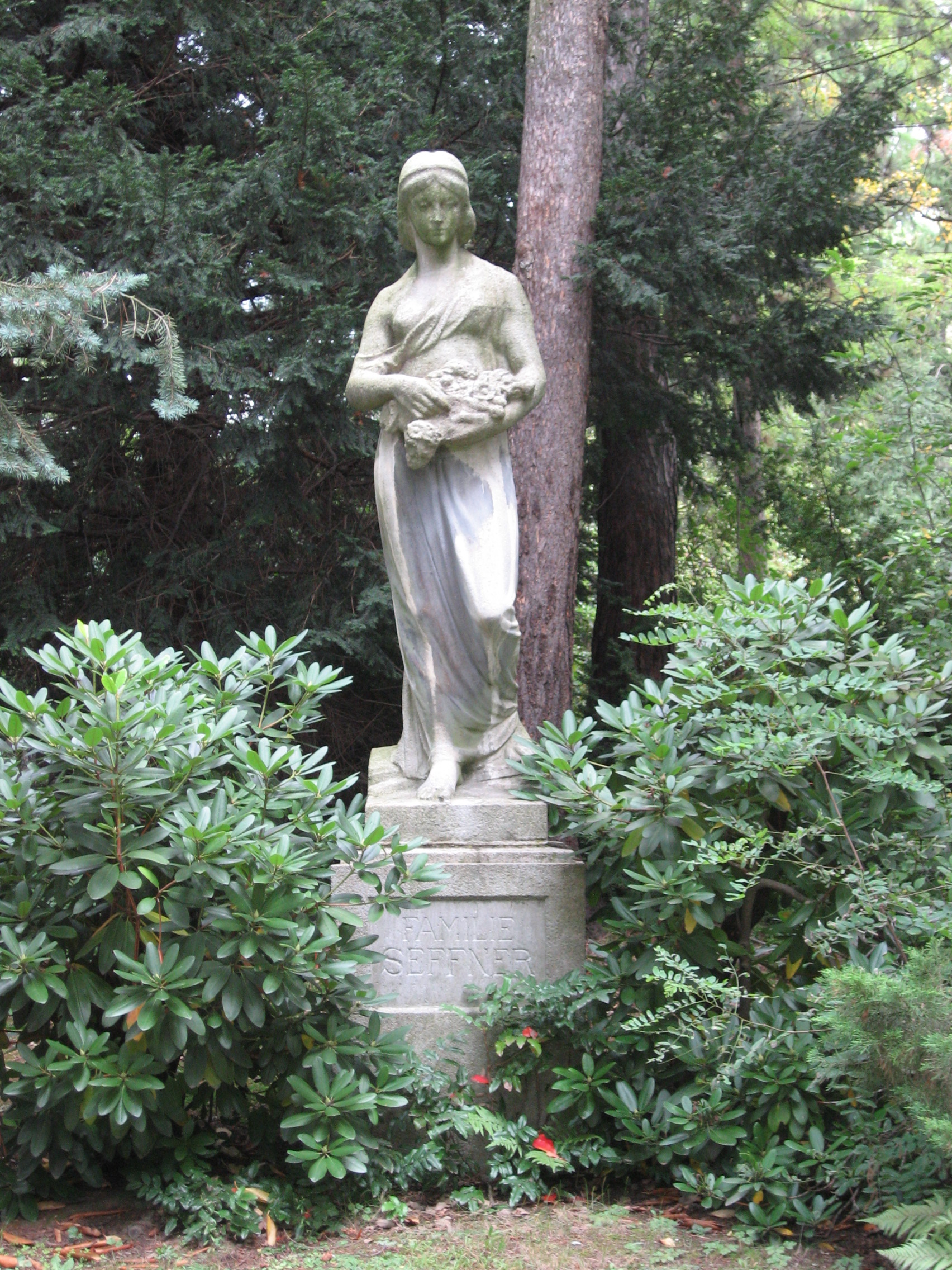
Tombe de Carl Seffner (1861- 1932), un sculpteur lipsien

## Sources
- (de) Cet article est partiellement ou en totalité issu de l’article de Wikipédia en allemand intitulé « Südfriedhof (Leipzig) » (voir la liste des auteurs).

1. ↑  (de) Site officiel de la ville